# Nowhere to Go but Up
Nowhere to Go but Up è il trentanovesimo album in studio del gruppo musicale statunitense Guided by Voices, pubblicato il 24 novembre 2023.

## Tracce
Testi e musiche di Robert Pollard.
1. The Race Is On, the King Is Dead – 3:30
2. Puncher's Parade – 3:53
3. Local Master Airplane – 2:16
4. How Did He Get Up There – 4:03
5. Stabbing at Fractions – 2:48
6. Love Set – 3:54
7. We're Going the Wrong Way In – 2:31
8. Jack of Legs – 3:37
9. For the Home – 4:38
10. Cruel for Rats – 3:03
11. Song and Dance – 4:31

## Formazione
- Bobby Bare Jr. – chitarra, cori
- Doug Gillard – chitarra, arrangiamento archi, cori
- Kevin March – batteria, cori
- Robert Pollard – voce, chitarra
- Mark Shue – basso, cori